# Erika Blanc
Enrica Bianchi Colombatto (Brescia, Lombardía; 23 de julio de 1942), generalmente conocida por su nombre artístico Erika Blanc, es una actriz italiana.

## Carrera en el cine
Su papel más notable fue el protagónico de la película Io, Emmanuelle (1969). Blanc también protagonizó varias películas de terror, incluyendo Kill, Baby, Kill, The Night Evelyn Came Out of the Grave, The Devil's Nightmare, Mark of the Devil Part II.
A principios de los años 2000, regresó con papeles pequeños pero muy intensos, bajo la dirección del director de origen turco Ferzan Özpetek, en dos largometrajes: como la madre de Antonia, en Le fate ignoranti (2001), y la sensible y alcohólica Maria Clara, en Cuore Sacro (2005). En 2003, también actuó como abuela, en Poco più di un anno fa-Diario di un pornodivo, dirigida por Marco Filiberti.

## Teatro
- Sul lago dorato, con Arnoldo Foà (2006)
- Niente sesso, siamo inglesi (2008)
- Il piacere dell'onestà, de Luigi Pirandello, con Alberto Lionello (1982)

## Filmografía
- Agente 077 missione Bloody Mary, dirigida por Sergio Grieco (1965)
- Da 077: intrigo a Lisbona, dirigida por Tulio Demicheli (1965)
- La vendetta di Lady Morgan, dirigida por Massimo Pupillo (1965)
- Agente S03 operazione Atlantide, dirigida por Domenico Paolella (1965)
- Colorado Charlie, dirigida por Roberto Mauri (1965)
- Degueyo, dirigida por Giuseppe Vari (1966)
- Django spara per primo, dirigida por Alberto De Martino (1966)
- L'uomo dal pugno d'oro, dirigida por Jaime Jesus Balcazar (1966)
- Operazione paura, dirigida por Mario Bava (1966)
- Le spie uccidono in silenzio, dirigida por Mario Caiano (1966)
- Tecnica di una spia, dirigida por Francesco Prosperi (1966)
- Un milione di dollari per 7 assassini, dirigida por Umberto Lenzi (1966)
- 1000 dollari sul nero, dirigida por Alberto Cardone (1966)
- Gangster per un massacro, dirigida por Gianfranco Parolini (1967)
- Per 50.000 maledetti dollari, dirigida por Juan De La Loma (1967)
- La più grande rapina del West, dirigida por Maurizio Lucidi (1967)
- Tom Dollar, dirigida por Marcello Ciorciolini (1967)
- La vendetta è il mio perdono, dirigida por Roberto Mauri (1967)
- Il magnifico Tony Carrera, dirigida por Juan De La Loma (1968)
- Sette volte sette, dirigida por Michele Lupo (1968)
- Spara, gringo, spara, dirigida por Bruno Corbucci (1968)
- Summit, dirigida por Giorgio Bontempi (1968)
- Testa da sbarco per otto implacabili, dirigida por Alfonso Brescia (1968)
- Riusciranno i nostri eroi a ritrovare l'amico misteriosamente scomparso in Africa?, dirigida por Ettore Scola (1968)
- Così dolce... così perversa, dirigida por Umberto Lenzi (1969)
- Io, Emmanuelle, dirigida por Cesare Canevari (1969)
- Con quale amore, con quanto amore, dirigida por Pasquale Festa Campanile (1970)
- C'è Sartana... vendi la pistola e comprati la bara, dirigida por Giuliano Carnimeo (1970)
- Prima ti perdono... poi t'ammazzo, dirigida por Ignacio F. Iquino (1970)
- L'uomo più velenoso del cobra, dirigida por Adalberto Albertini (1971)
- La notte che Evelyn uscì dalla tomba, dirigida por Emilio P. Miraglia (1971)
- La casa delle mele mature, dirigida por Pino Tosini (1971)
- La mano lunga del padrino, dirigida por Nando Bonomi (1971)
- La terrificante notte del demonio, dirigida por Jean Brismè (1971)
- Il suo nome era Pot, dirigida por Lucio Dandolo e Demofilo Fidani (1971)
- La rossa dalla pelle che scotta, dirigida por Renzo Russo (1972)
- I senza Dio, dirigida por Roberto Bianchi Montero (1972)
- Tony Arzenta - Big Guns, dirigida por Duccio Tessari (1973)
- Bella, ricca, lieve difetto fisico, cerca anima gemella, dirigida por Nando Cicero (1973)
- Giorni d'amore sul filo di una lama, dirigida por Glauco Pellegrini (1973)
- Primo tango a Roma... storia d'amore e d'alchimia, dirigida por Lorenzo Gicca Palli (1973)
- Il giustiziere sfida la polizia, dirigida por León Klimowsky (1973)
- Le streghe nere, dirigida por A Hoven (1973)
- Amore e morte nel giardino degli dei, dirigida por Sauro Scavolini (1974)
- Il domestico, dirigida por Luigi Filippo D'Amico (1974)
- I figli di nessuno, dirigida por Bruno Gaburro (1974)
- Là dove non batte il sole, dirigida por Antonio Margheriti (1974)
- Bello come un arcangelo, dirigida por Alfredo Giannetti (1974)
- L'ammazzatina, dirigida por Ignazio Dolce (1975)
- Giochi erotici di una famiglia per bene, dirigida por Francesco Degli Espinosa (1975)
- La portiera nuda, dirigida por Luigi Cozzi (1975)
- L'amantide, dirigida por Amasi Damiani (1976)
- L'amico del padrino, dirigida por Frank Agrama (1976)
- Attenti al buffone, dirigida por Alberto Bevilacqua (1976)
- La padrona è servita, dirigida por Mario Lanfranchi (1976)
- Io tigro, tu tigri, egli tigra, dirigida por Giorgio Capitani (1978)
- Carcerato, dirigida por Alfonso Brescia (1981)
- Pourvoir jeunes filles à vendre, dirigida por Pierre Euard (1981)
- Sogno di una notte d'estate, dirigida por Gabriele Salvatores (1983)
- Mak π 100, dirigida por Antonio Bido (1987)
- Body Puzzle, dirigida por Lamberto Bava (1992)
- Voci, dirigida por Franco Giraldi (2001)
- Ilaria Alpi - Il più crudele dei giorni, dirigida por Ferdinando Vicentini Orgnani (2002)
- Le fate ignoranti, dirigida por Ferzan Ozpetek (2001)
- Kill, Baby... Kill
- The Devil's Nightmare
- Mark of the Devil II
- Francesco, dirigida por Michele Soavi (miniserie TV, 2002)
- Poco più di un anno fa - Diario di un pornodivo (2003)
- Cuore Sacro, dirigida por Ferzan Özpetek (2005)
- Una sconfinata giovinezza, dirigida por Pupi Avati (2010)
- La bellezza del somaro, dirigida por Sergio Castellitto (2010)
- Il cuore grande delle ragazze, dirigida por Pupi Avati (2011)
- La fuga di Teresa, dirigida por Margarethe von Trotta (2012)
- Il bambino cattivo, dirigida por Pupi Avati (2013) - Film TV